# Винко Жганец
Винко Жга́нец (хорв. Vinko Žganec; 22 січня 1890, Вратишинец — 12 грудня 1976, Загреб) — хорватський фольклорист і етнограф.
Член Югославської академії наук і мистецтв. Закінчив юридичний факультет Загребського університету. Уроки музики брав y Ф. Дугана і B. Розенберга-Ружича у Загребі. Кілька років працював юристом. B 1945—48 роках — музикознавець Етнографічного музею, у 1948—64 роках — науковий співробітник, у 1948—52 роках — директор Інституту народного мистецтва, у 1948—67 роках — професор Академії музики в Загребі, де читав курс музичного фольклору.
Жганец — один із найбільших югославських фольклористів. Учасник багатьох етнографічних експедицій, він записав близько 15 000 народних наспівів Меджимур'я та інших областей Югославії, a також окремих районів Австрії й Угорщини, у яких особливо помітний зв'язок із культурою та фольклором Меджимур'я. Автор книг, багатьох статей, присвячених югославському музичному фольклору, що відзначаються оригінальністю наукового аналізу інтонації і структурних особливостей записаних ним народних мелодій (при йотуванні наспівів виявив особливу наукову ретельність); також обробив багато народних пісень для різних вокальних та інструментальних складів.
Твори
- Starjesinstvo ili kapitanjstvo (svatovski običaj), Čakovec, 1921;
- Kroatische Volksweisen und Volkstänze, Zagreb, 1944;
- Muzički folklor, I, Zagreb, 1962.

Видання (фольклорні збірки)
- Hrvatske narodne pjesme i plesovi, Zagreb, 1951;
- Međimurje u svojim pjesmama, Zagreb, 1958 (обидві збірки разом з Н. Сремецом);
- Hrvatske narodne popijevke iz Koprivnice i okoline, Zagreb, 1962;
- Zbirka gradišćanskih narodnih pjesmama, Čakovec, 1964 (обидві збірки разом з Н. Сремецом) та інші.